# 아중도서관
아중도서관은 전북특별자치도 전주시에 있는 도서관이다.

## 연혁
- 2013년 3월 20일 개관

## 시설 현황
자료실
유아자료실(70석, 좌식), 어린이자료실(99석), 일반자료실(122석), 전자정보실
부대시설
어르신 열람실, 창의교육관, 창의체험관, 세미나실, 강당, 수유실, 식당/매점, 휴게실, 주차장, 정수기

## 이용 안내
열람실(3층 일반자료실 내 학습공간)
1월~12월(연중)평일 9:00 ~ 22:00, 주말 9:00 ~ 22:00
자료실(휴무일매주 월요일, 법정공휴일)
유아자료실 어린이 자료실화~금 9:00 ~ 18:00 주말(토,일) 9:00 ~ 17:00
일반자료실 전자정보실화~금 9시~22시, 주말 9시 ~ 17시
(월요일, 법정공휴일, 주말 17시 이후는 3층 학습공간만 개방)
휴관일
신정, 추석, 설날 당일